# Piráti ze Springfieldu
Piráti ze Springfieldu (v anglickém originále Steal This Episode) jsou 9. díl 25. řady (celkem 539.) amerického animovaného seriálu Simpsonovi. Scénář napsal J. Stewart Burns a díl režíroval Matthew Nastuk. V USA měl premiéru dne 5. ledna 2014 na stanici Fox Broadcasting Company a v Česku byl poprvé vysílán 29. května 2014 na stanici Prima Cool.

## Děj
Homer se rozčiluje, že slyší spoilery o aktuálních filmových trhácích, ale jeho spěšná cesta na nový film skončí tím, že se rozčiluje nad používáním chytrých telefonů při promítání a uvaděčky ho vyhodí z kina. Bart ho později rozveselí tím, že mu ukáže, jak si film nelegálně stáhnout. Homer se pak rozhodne otevřít si na dvorku kino, kde bude promítat filmy stažené z internetu. Marge se po zhlédnutí filmu začne cítit provinile a pošle šek spolu s omluvným dopisem do Hollywoodu. Dopis obdrží manažer v Hollywoodu a zalarmuje FBI. 
FBI provede razii v domě Simpsonových a zatkne Homera za filmové pirátství. Marge se cítí provinile, že ho dostala do potíží. Během večeře následujícího večera však Marge defenzivně trvá na přesvědčení, že udělala správnou věc, i když Bart a Líza stojí na Homerově straně – jak Bart poznamenává, být filmovým pirátem není ani ten nejhorší druh piráta, jakým kdy Homer byl. Autobus do springfieldské věznice obsadí vězni, kteří všichni považují porušování autorských práv za mnohem horší než přepadení banky nebo obchodování s drogami a plánují Homera za jeho činy zabít. Autobus nicméně havaruje a Homer skočí do projíždějícího vlaku, kterým se vrátí domů. 
Líza vezme rodinu na švédský konzulát, protože stahování filmů není ve Švédsku nelegální. FBI čeká před konzulátem, až jej Homer opustí, a neúspěšně se ho snaží donutit k odchodu tím, že pouští nahlas hudbu Judas Priest. Když se Marge ukrývá, přizná se Homerovi, že ho udala. Homer se cítí zrazen, smutně se vzdává FBI a je vzat do vazby. 
Během soudního procesu u amerického federálního soudu se Homer nepokouší hájit a je shledán vinným z nelegálního šíření materiálu chráněného autorskými právy. Před vynesením rozsudku a za povzbuzování Marge pronese řeč o jeho filmovém pirátství. Hollywoodští filmaři, kteří se účastní soudního procesu, jsou Homerovým příběhem ohromeni, stáhnou všechna obvinění a mají v úmyslu koupit práva na Homerův příběh, aby z něj mohli natočit film, přičemž Homer požádá o podpis smlouvy s tím studiem, které přesvědčí Channinga Tatuma, aby kvůli jeho roli nejvíce přibral. 
Týden před odvysíláním filmu uspořádají obyvatelé Springfieldu pro Homera nečekané speciální promítání nelegálně stažené kopie. Homer se na ně rozzlobí, protože nyní dostává peníze ze zisku z filmu, a vyhodí je ze svého dvorku a zároveň jim řekne, aby se na film podívali, až půjde do kin. 
Při sledování filmu v kině se Bart ptá Lízy, na které straně byli skuteční piráti: zda na straně producentů filmu, nebo na straně bojovníků za svobodu internetu. Líza říká, že obě strany „tvrdí, že jejich úmysly jsou ušlechtilé, ale nakonec se snaží ukrást co nejvíc peněz“. Poté pokračuje a řekne, kdo je „skutečný pirát“, ale je cenzurována záběry z NASCAR během titulků, po nichž následuje pirátská vlajka a zvuky smíchu Setha Rogena.

## Přijetí
Anglický název dílů je převzat z knihy Abbieho Hoffmana Steal This Book. Epizoda získala od kritiků vesměs pozitivní hodnocení. 
Dennis Perkins z The A.V. Clubu udělil dílu hodnocení B: „Zatím nejsilnější epizoda 25. řady Simpsonových se vyhýbá několika nástrahám, na které měl seriál v pozdějších letech tendenci narážet, přináší dvojnásobnou porci vtipných hlášek a gagů a zdá se, že od začátku do konce vypráví ucelený příběh. Nejsou to klasičtí Simpsonovi podle žádného měřítka, ale rozhodně je to vítaná oddechovka po sérii dosti hrozných dílů z poslední doby.“.
Teresa Lopezová z TV Fanatic epizodu pochválila a dala jí 5 bodů z 5. Komentovala hlavně využití hostujících hvězd: „Hvězdy byly podstatnou součástí děje, takže dávalo smysl vytrollit Judda Apatowa a jeho obvyklou hereckou partu (Seth Rogen, Paul Rudd, Leslie Mann) a také Channinga Tatuma. V podstatě díl skutečně hrál na strunu seriálu. Například Homer je vždycky pozadu, a když už se mu to podaří dohnat, nemůže si pomoct a své nové koníčky si nechá líbit až příliš.“.
Epizoda získala rating 4,6 a sledovalo ji celkem 12,04 milionu lidí, čímž se stala nejsledovanějším pořadem bloku Animation Domination toho večera. Jedná se o nejsledovanější epizodu seriálu od epizody 22. řady Matky, které nestojí za hřích.
J. Stewart Burns byl za scénář k této epizodě nominován na Cenu Sdružení amerických scenáristů za vynikající scénář k animovanému filmu na 67. ročníku těchto cen.